# Stop the Cavalry
Singles de Jona Lewie
Big Shot - Momentarily
(1980) Louise (We Get It Right)
(1981)
Stop the Cavalry est une chanson écrite, composée et interprétée par le chanteur britannique Jona Lewie. La musique est librement inspirée du thème musical de la Rhapsodie suédoise nº 1, composée en 1903 par Hugo Alfvén, et du Rondo pour piano et orchestre K. 382 de Wolfgang Amadeus Mozart. Sortie en single en novembre 1980, elle est incluse dans l'album Heart Skips Beat sorti en 1982.
La chanson, qui à la particularité d'associer une musique de synthétiseur avec une fanfare, est un succès en Europe et en Océanie, se classant en tête des ventes dans plusieurs pays. Au Royaume-Uni, où elle atteint la 3e place du hit-parade national et est certifiée disque de platine, elle devient une très populaire chanson de Noël, retournant dans le classement des ventes à cette période de l'année.

## Histoire de la chanson
Selon Jona Lewie, l'intention n'était pas de faire une chanson de Noël, mais une chanson anti-guerre,. Il a écrit les paroles en ayant en tête la phrase « Can you end the gallantry » qui est devenue « Can you stop the cavalry », ce qui l'a amené à penser à la charge de la brigade légère durant la guerre de Crimée. Il a ensuite imaginé une histoire inspirée par plusieurs guerres de différentes époques où un soldat, fatigué des combats incessants, se rêve soit de retour chez lui auprès de sa bien-aimée à Noël, soit vainqueur d'une importante élection et ordonnant l'arrêt des « charges de cavalerie. »
Le soldat interpelle Winston Churchill au début de la chanson. Il est aussi question d'une zone de retombées radioactives, qui reflète la crainte d'un conflit nucléaire suscitée par le regain de tension entre le bloc de l'Ouest et le bloc de l'Est au début des années 1980.
L'évocation de Noël, qui tient seulement en une phrase (« Wish I was at home for Christmas ») soulignée par l'utilisation d'un carillon tubulaire et de grelots, la musique entraînante de fanfare et le moment de la sortie du single étaient autant d'éléments favorables pour faire de la chanson un succès des fêtes de fin d'année au Royaume-Uni.   

## Classements et certifications
| Classement (1980-1981)                 | Meilleure place |
| -------------------------------------- | --------------- |
| Afrique du Sud (Springbok Radio)       | 4               |
| Allemagne (GfK Entertainment)          | 2               |
| Australie (ARIA)                       | 2               |
| Autriche (Ö3 Austria Top 40)           | 1               |
| Belgique (Flandre Ultratop 50 Singles) | 5               |
| France (IFOP)                          | 1               |
| Irlande (IRMA)                         | 5               |
| Nouvelle-Zélande (RMNZ)                | 3               |
| Pays-Bas (Nederlandse Top 40)          | 9               |
| Pays-Bas (Single Top 100)              | 6               |
| Royaume-Uni (UK Singles Chart)         | 3               |
| Suède (Sverigetopplistan)              | 13              |
| Suisse (Schweizer Hitparade)           | 4               |

| Pays              | Certification | Unités certifiées |
| ----------------- | ------------- | ----------------- |
| Royaume-Uni (BPI) | Platine       | 600 000           |